# Jonathan Dancy
Pour les articles homonymes, voir Dancy (homonymie).
Jonathan Peter Dancy, né le 8 mai 1946, est un philosophe britannique, travaillant sur des questions d’épistémologie et d’éthique. Actuellement professeur à l'université du Texas à Austin, après avoir travaillé à l’université de Reading.
Dancy, après avoir travaillé sur des questions d‘épistémologie et plus particulièrement sur la nature de la perception (l’argument de l'illusion), devint le représentant principal, dans le cadre de la réflexion sur l’éthique, du particularisme moral (également connu sous le nom de particularisme éthique). Il défend aussi ce qu’il qualifie de holisme des raisons, l’idée selon laquelle la considération de ce qui constitue la raison pour agir d’une certaine façon dans un cas particulier peut, dans un autre cas, ne pas le faire du tout, ou, dans d’autres cas encore, peut même être la raison pour ne pas agir de telle façon. En ce sens, les raisons sont relatives au contexte. Dancy affirme que le holisme des raisons apporte un soutien majeur pour le postulat principal de son particularisme, c'est-à-dire de l’idée selon laquelle il n’y a pas de principes moraux, et notre sphère morale peut fonctionner parfaitement sans eux.

## Dans la pop-culture
Son travail sur le particularisme moral a trouvé un écho dans la pop-culture et en particulier dans la série The Good Place.

## Travaux principaux
- On Moral Properties, Mind, 1981, XC, pp. 367-385.
- Ethical Particularism and Morally Relevant Properties, Mind, 1983, XCII, 530-547 ; Le particularisme éthique et les propriétés moralement pertinentes, dans A. C. Zielinska, Textes-clés de métaéthique, Paris, Vrin, 2013.
- An Introduction to Contemporary Epistemology, Oxford, Blackwell, 1985.
- Moral Reasons, Blackwell, Oxford, 1993.
- Practical Reality, Oxford, Oxford University Press, 2000.
- Ethics Without Principles, Oxford : Clarendon Press, New York : Oxford University Press, 2004.
- Practical Shape. A Theory of Practical Reasoning, Oxford, Oxford University Press, 2018.